# 林黒児
林 黒児（りん こくじ、Lin Heier、1871年頃 ‐ 1900年?）。清末の義和団の乱の指導者の一人。
船こぎの娘として生まれる。幼いころより雑技を学び、大道芸で生計を立てていた。1900年、天津で義和団が蜂起すると、義和団首領の張徳成の支持のもと、女性の義和団組織である紅灯照を組織し、黄蓮聖母を自称した。紅灯照は義和団とともに天津の駅と租界を襲撃し、看護活動にもあたった。8ヶ国連合軍によって天津が陥落すると、林黒児も捕らえられた。その後の消息は不明である。